# Bestenliste französischer Triathletinnen auf der Ironman-Distanz

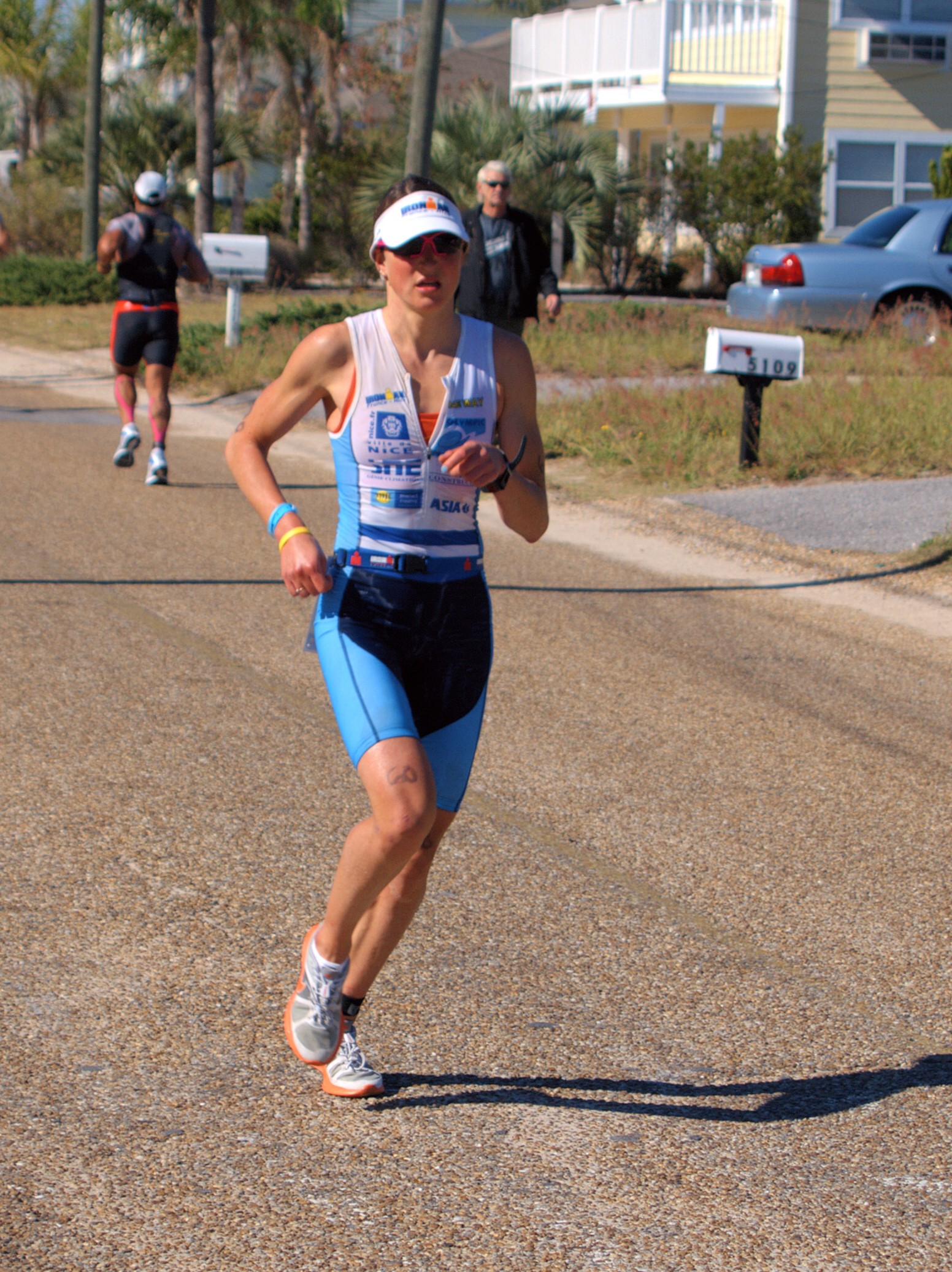
Jeanne Collonge beim Ironman Florida, 2010

Die Bestenliste französischer Triathletinnen auf der Ironman-Distanz umfasst alle Zeiten, die weltweit von Französinnen (Amateure und Profis) bei einem Triathlon über die Langdistanz bzw. Ironman-Distanz (3,86 km Schwimmen, 180,2 km Radfahren und 42,2 km Laufen) erzielt wurden. Jede Athletin wird hier in dieser Liste mit ihrer persönlichen Bestzeit angeführt. Berücksichtigt wurden Zeiten unter 9:30 Stunden seit Oktober 1982.(Stand: 6. Juli 2025)
Eine offizielle Vermessung der Strecken, wie in der Leichtathletik mit dem Jones-Counter, erfolgt im Triathlon bis jetzt noch nicht. Die Rennen sind deshalb aufgrund einer nicht ganz genauen Länge nur begrenzt bzw. eingeschränkt vergleichbar. Auch die Zeiten bei ein und demselben Wettkampf, wie auch auf Hawaii, sind durch Streckenänderungen, Baustellen, Beschaffenheit oder Veränderung des Straßenbelags, Verlegungen und Veränderungen der Wechselzonen, nicht vergleichbar. Bei den hier aufgeführten Zeiten handelt es sich um Ergebnisse, die bei Wettkämpfen mit offiziellem Windschattenverbot erzielt worden sind. Die offiziellen Verbände ITU und ETU führen keine Rekorde oder Bestenlisten.
Wettkämpfe, bei denen witterungsbedingt nur ein Duathlon ausgetragen wurde oder Teildistanzen stark verkürzt wurden, finden keine Berücksichtigung im Rahmen dieser Bestenliste.

## Liste der Bestzeiten
| Platz | Name                       | Jahr | Zeit     | Veranstaltung               | Bemerkung / Titel                                                 | Quelle |
| ----- | -------------------------- | ---- | -------- | --------------------------- | ----------------------------------------------------------------- | ------ |
| 1     | Julie Iemmolo              | 2024 | 08:34:03 | Ironman Hamburg             |                                                                   |        |
| 2     | Manon Genêt                | 2021 | 08:34:22 | Challenge Almere-Amsterdam  |                                                                   |        |
| 3     | Justine Mathieux           | 2025 | 08:45:06 | Challenge Roth              |                                                                   |        |
| 4     | Marjolaine Pierré          | 2023 | 08:49:42 | Ironman Portugal            | WM Langdistanz 2023                                               | [ 1 ]  |
| 5     | Nikita Paskiewiez          | 2024 | 08:52:10 | Ironman Barcelona           |                                                                   | [ 2 ]  |
| 6     | Julie Iemmolo              | 2024 | 08:59:51 | Ironman Mexico              |                                                                   |        |
| 7     | Justine Guérard            | 2025 | 09:05:02 | Ironman Les Sables d'Olonne |                                                                   |        |
| 8     | Jeanne Collonge            | 2013 | 09:20:51 | Ironman France              | SM Triathlon Langdistanz 2012                                     | [ 3 ]  |
| 9     | Delphine Pelletier         | 2013 | 09:22:37 | Ironman France              | SM Triathlon Langdistanz 2007, 2009, 2010, 2011, 2013             | [ 3 ]  |
| 10    | Charlene Clavel            | 2025 | 09:24:02 | Ironman South Africa        |                                                                   |        |
| 11    | Isabelle Mouthon-Michellys | 1995 | 09:25:13 | Ironman Hawaii              | EM Triathlon Kurzdistanz 1991 WM Triathlon Langdistanz 1994, 2000 | [ 4 ]  |

(SM = Französische Staatsmeisterin, EM = Europameisterin, WM = Weltmeisterin)